# Ваня (певица)
Ивана Благова (болг. Ивана Благова), более известная как Ваня (болг. Ваня); род. 3 сентября 1977, Пазарджик, Болгария — болгарская поп-фолк-певица.

## Биография
Ваня родилась 3 сентября 1977 года в городе Пазарджик. Свой музыкальный талант унаследовала от своей мамы, которая была солисткой в ансамбле Пирин Благоевград. Она вышла на сцену в 6 лет. В 10 лет Ваня была солисткой музыкального духового оркестра Христо Смирненски. Сочинили около 200 песен - в стиле поп-фолк, сербского, греческого и болгарского фольклоров. Много лет активно занималась пением, а затем прервала при знакомстве с Дамяном Савовым более известен как DJ Дамян, который стал её спутником в её жизни. По его настоянию она сделала первые шаги к поп-фолк-карьеры.
В 2010 году Ваня презентовала дебютную песню дуэт с DJ Дамяном – Те не спят (рус. Они не спят), в 2011 году с тем же дуэтом представили ещё одну композицию Котето (рус. Котенок). Песня стала хитом года и победила в номинации как Дуэт года.
После хита как Кой ще гали котето любовно (рус. Кто любит гладить котенка), Ваня выпустила свой первый сольный хит Пробвай се с друга (рус. Попробуй с другим). Ещё раз она спела дуэтом с DJ Дамана Знаем си номерата (рус. Знать твои номера).
В начале 2014 года Ваня выпустила песню Ти ли си (рус. Ты) с Азисом и с Тони Стораро Край да няма (рус. Нет конца) В том же году она разорвала контракт с компанией Ара Мюзик и подписала контракт с знаменитой звукозаписывающей компанией Пайнер.
В начале 2015 года Ваня спела дуэтом с опытной певицей Преслава Нокаут (рус. Нокаут). Видеоклип на песню Принцеса (рус. Принцесса), это для неё первый клип в сотрудничестве с клипмейкером Люси. А видеоклип на песню Цунами (рус. Цунами), пейзаж на научно-фантастическую тему и её белый костюм прообразом костюмов из некоторых фильмов про космос (в том числе Тайна третьей планеты). В конце года он спела дуэтом с другой певицей Дженой Все ти го отнасяш (рус. И все же ты относиться к нему). В конце марта 2016 года Ваня выпустила клип на песню Калашник (рус. Калашников), но в начале клипа появляется эмблема шоу-балет Пандора.
Помимо музыки, она основала собственный шоу-балет Пандора и гастролирует по клубам страны вместе с ними
Сейчас Ваня закончила запись дебютного альбома, но дата релиза на данный момент неизвестна.

## Видеография
| Год  | Клип               | Режиссёр                | Примечание                                                                                     |
| ---- | ------------------ | ----------------------- | ---------------------------------------------------------------------------------------------- |
| 2010 | Те не спят         | Николай Скерлев         | Дебютное видео                                                                                 |
| 2011 | Котето             | Николай Скерлев         |                                                                                                |
| 2011 | Пробвай се с друга | Николай Скерлев         |                                                                                                |
| 2011 | Знаем си номерата  | Николай Скерлев         |                                                                                                |
| 2011 | Рекламация         | Николай Скерлев         |                                                                                                |
| 2012 | За кого се мислиш  | Николай Скерлев         |                                                                                                |
| 2012 | Къде си            | Николай Скерлев         |                                                                                                |
| 2012 | Нецензурно         | Николай Скерлев         |                                                                                                |
| 2012 | Пак ще те желая    | Николай Скерлев         |                                                                                                |
| 2013 | Обърка мъжа        | Николай Скерлев         |                                                                                                |
| 2013 | Вместо сбогом      | Николай Скерлев         |                                                                                                |
| 2013 | Отказвам           | Костадин Кръстев – Коко | Во время просмотра можно увидеть её татуировки.                                                |
| 2014 | Ти ли си           | Николай Скерлев         | Видеоклип о слежке за ней, отсутствовал Азис. Является версией видеоклипа Сильнее Ирины Билык. |
| 2014 | Край да няма       | Николай Скерлев         |                                                                                                |
| 2014 | Върви, живей       | Николай Скерлев         |                                                                                                |
| 2014 | Неблагодарник      | Николай Скерлев         | Первый её видеоклип показанный на телеканале Планета                                           |
| 2015 | Нокаут             | Николай Скерлев         | Дуэтное видео с Преславой                                                                      |
| 2015 | Принцеса           | Людмил Иларионов        | Первое видео в сотрудничестве с Люси                                                           |
| 2015 | Цунами             | Людмил Иларионов        | Видеоклип сделан в научно-фантастическую тему.                                                 |
| 2015 | Все ти го отнасяш  | Людмил Иларионов        | Дуэтное видео с Дженой                                                                         |
| 2016 | Болката            | Людмил Иларионов        |                                                                                                |
| 2016 | Калашник           | Людмил Иларионов        | Хореографию выполняла шоу-балет Пандора                                                        |
| 2019 | Ще ме предадеш ли  | Николай Скерлев         |                                                                                                |
| 2019 | Живот мой          | Николай Скерлев         |                                                                                                |